# Михеев, Вадим Владимирович
Вадим Владимирович Михеев (6 сентября 1899 ― 9 сентября 1981) ― советский учёный, невропатолог, доктор медицинских наук, профессор, заведующий кафедрой нервных болезней Архангельского медицинского института (с 1936 по 1945 год), заведующий кафедрой нервных болезней Московского медицинского стоматлогического института (1945-1960), заведующий кафедрой нервных болезней Первого Московского государственного медицинского университета имени И. М. Сеченова (1960-1972).

## Биография
Вадим Владимирович Михеев родился 6 сентября 1899 года.
В 1924 году завершил обучение на медицинском факультете Московского университета. 
После окончания обучения в высшем учебном заведении стал работать в нервной клинике Московского университета у Л.О. Даркшевича. В 1936 году был назначен заведующим кафедрой нервных болезней Архангельского медицинского института. В 1945 году был назначен заведующим кафедрой нервных болезней Московского медицинского стоматологического института, а с 1960 года стал руководить кафедрой в Первом Московском государственном медицинском университете имени И. М. Сеченова, с 1972 года перевелся на работу научным консультантом.
Является автором свыше 230 научных работ, среди которых 8 монографий. Глубоко изучал и исследовал проблемы стоматоневрологии, нейроревматизма, нейролюпуса, неврологии и гистохимии коллагенозов. Подготовил учебник для медицинских институтов и учебник для медицинских училищ. За изучение проблем остеохондроза позвоночника в 1969 году был награжден Золотой медалью ВДНХ.
Активный участник медицинского сообщества. Являлся председателем Московского общества невропатологов и психиатров, был членом президиума Всесоюзного и Всероссийского обществ невропатологов и психиатров, заместителем ответственного редактора редакционного отдела «Неврология» Большой медицинской энциклопедии, являлся членом редакционной коллегии журнала «Вопросы ревматизма». Более 20 лет был членом редакционной коллегии журнала «Советская медицина». Почетный член Болгарского общества невропатологов, психиатров и нейрохирургов.
Умер в Москве 9 сентября 1981 года.

## Научная деятельность
Труды, монографии:
- Михеев В.В. «Эмболия» мозговых сосудов и септические поражения головного мозга при пороках сердца, диссертация, Москва, 1939;
- Михеев В.В. Невропатология злокачественных новообразований, Свердловск, 1947;
- Михеев В.В. Мозговой ревматизм, Москва, 1949;
- Михеев В.В., Рубин Л.Р. Стоматоневрология, Москва, 1958;
- Михеев В.В. Нейроревматизм, Москва, 1960;
- Михеев В.В., Рубин Л.Р. Стоматоневрологические синдромы, Москва, 1966;
- Михеев В.В. Коллагенозы в клинике нервных заболеваний, Москва, 1971;
- Михеев В.В. Поражения спинного мозга при заболеваниях позвоночника, Москва, 1972;
- Михеев В.В. Нервные болезни, 4-е изд., Москва, 1974;
- Михеев В.В. Неврологические и психопатологические синдромы при коллагенозах у детей, Москва, 1977.